# Pondok Benda
Pondok Benda is een bestuurslaag in het regentschap Tangerang Selatan van de provincie Banten, Indonesië. Pondok Benda telt 45.578 inwoners (volkstelling 2010).